# Quận XIV, Budapest
Quận XIV, Budapest là một quận thuộc hạt főváros, Hungary. Quận này có diện tích 18,13 km², dân số năm 2010 là 121721 người, mật độ 6714 người/km².